# Kosakowo (spółdzielnia mleczarska)
Kosakowo – spółdzielnia mleczarska istniejąca w latach 1901–1938 we wsi Kosakowo, zaś od 1938 do 1996 r. w gdyńskiej dzielnicy Grabówek.

## Powstanie mleczarni
27 grudnia 1901 roku członkowie-założyciele spółdzielni uchwalili statut spółdzielni, na podstawie którego została następnie zarejestrowana w Sądzie Królewskim w Wejherowie. Niedługo potem przystąpiono do budowy zakładu w kaszubskiej wsi Kosakowo. Wspólnym nakładem członków mleczarnia została wyposażona w niezbędne urządzenia, m.in. do produkcji masła, które w początkowych latach istnienia spółdzielni było jej głównym produktem.

## Lata 1902–1927
Spółdzielnia skupowała mleko z terenów Kępy Oksywskiej oraz wszystkich przyległych wsi, których łączny obszar wynosił ponad 10 tysięcy hektarów. Przetwory mleczarskie dostarczano głównie do Sopotu i Gdańska. Po I wojnie światowej, mimo oddzielenia tych miast granicą państwową, początkowo Gdańsk pozostawał nadal jednym z głównych odbiorów przetworów z „Kosakowa”. Prosperity spółdzielni trwało do 1924 roku, kiedy to nastąpiło niespodziewane załamanie. Groźnymi konkurentami w dostawie mleka stali się posiadacze ziemscy i wielcy gospodarze na Ziemi Kaszubskiej. Najdotkliwszy cios zadała jednak nowo utworzona spółdzielnia mleczarska w Sopocie. Rynek  Wolnego Miasta w tych okolicznościach dla „Kosakowa” definitywnie odpadł. W 1927 roku podjęto decyzję o rozwiązaniu spółdzielni.

## Lata 1933–1937
Działalność mleczarni wrosła jednak już na dobre w krajobraz powstającej Gdyni. Przyzwyczaili się też do swego zakładu rolnicy z Kępy Oksywskiej. Oni przede wszystkim zaprotestowali przeciwko jej likwidacji. W 1933 r. dawni działacze reaktywują kosakowski zakład pod nazwą „Spółdzielnia Mleczarska w Kosakowie”. W tych latach mleczarnia pozyskuje młodych, energicznych fachowców i prężnie się rozwija przy rosnącej, liczącej już 60-70 tysięcy mieszkańców Gdyni. Obszar działania sięga po Puck, Żukowo i powiat kartuski. Jej dzienna dostawa mleka wynosi 12 tysięcy litrów. To na owe czasy dużo.

## Lata 1938–1939
Wcześniej, w okresie krótkotrwałego upadku spółdzielni, z inspiracji ministerstwa rolnictwa, działającego za pośrednictwem Pomorskiej Izby Rolniczej w Toruniu, powołano w Gdyni nowy zakład mleczarski, którego obiekty wzniesiono na Grabówku przy ulicy Morskiej 94. Zakład funkcjonował kolejno, najpierw pod egidą Komisariatu Rządu, potem przeszedł w ręce kilku kolejnych dzierżawców. Zmieniający się gospodarze prowadzili jednak działalność nie sprzyjającą powodzeniu. Około 1938 r. zakład ogłosił upadłość. Do obiektów przy ulicy Morskiej wkracza jako dzierżawca prężna spółdzielnia z Kosakowa. Do nowoczesnego zakładu przeniesiono produkcję i zarząd. Od tej pory przedsiębiorstwo działa pod nazwą Mleczarska Spółdzielnia „Kosakowo” w Gdyni.  Wyposażenie zakładu zostaje znacznie wzbogacone i unowocześnione. Dzienna dostawa mleka na gdyński rynek w dalszym ciągu utrzymuje się na poziomie 12 tysięcy litrów, nie jest to jednak mało, zważywszy, że nie brak indywidualnych dostawców mleka, bezpośrednio do mieszkań.

## II wojna światowa
W 1939 w wyniku bombardowania zburzone zostały budynki mleczarni w Kosakowie. Okupant niemiecki natychmiast rozwiązał spółdzielnię, a w budynku administracyjnym przy ul. Morskiej w Gdyni zainstalował się komisaryczny zarządca zakładu. Dawna spółdzielnia stała się jednym z urzędów do ściągania od rolników przymusowych kontyngentów, w głównej części na zaopatrzenie sił zbrojnych III Rzeszy i ludności niemieckiej okupowanej Gdyni.

## Lata 1945–1955
W kwietniu 1945, w zabudowaniach przy ulicy Morskiej 94 zebrała się grupa członków i pracowników przedwojennej spółdzielni. Zniszczenia sięgały 60 proc. wyposażenia. Wszczęte roboty szybko postępowały naprzód, 9 maja, w dniu zakończenia wojny, do zakładu przywieziono pierwsze... 20 litrów mleka. Najbliższe Gdyni wsie były doszczętnie zdewastowane, dlatego ową 20-litrową konwię przywieziono odremontowanym samochodem ciężarowym aż z lęborskiego. Z końcem 1945 r. dzienny skup mleka wynosił już 150 tysięcy litrów. Ludność Gdyni i najbliższych okolic miała codziennie zapewniony ten podstawowy artykuł. W lipcu 1945 r. odbyło się pierwsze walne zgromadzenie. Wspólnie obradowali dawni działacze spółdzielni „Kosakowo” na Kępie Oksywskiej i gdyńskiego „Kosakowa”. W następnym roku obiekty przy ul. Morskiej wykupiono od Pomorskiej Izby Rolniczej w Toruniu. W kolejnych latach przedsiębiorstwo zostało poddane centralnemu zarządowi okręgowych spółdzielni mleczarskich oraz połączone ze Spółdzielnią „Łebcz”. Z biegiem czasu idea spółdzielczości stopniowo ulegała wypaczeniom. W latach 50. na krótko nawet spółdzielnię przekształcono w zakład państwowy.

## Lata 1956–1978
Na fali „popaździernikowej odwilży” w 1956 r. nadeszły nieco lepsze czasy. W końcu 1957 r. odbyło się Walne Zgromadzenie Założycielskie reaktywowanej spółdzielni. W skład po raz pierwszy po wojnie powołanej Rady Nadzorczej weszli m.in. dawni działacze – Józef Rzepa z Pogórza, Leon Ficht z  Pierwoszyna, Władysław Kaszuba z Dębogórza. Prezesem wybrano Leona Kuboszka. Nie zabrakło teraz w zakładzie ludzi, którzy wbrew przeciwnościom czynili wszystko, by „Kosakowo” właściwie spełniało swoje zadania. Przedwojenne zabudowania wraz z ich wyposażeniem nie zapewniały właściwej mocy przerobowej. Dlatego w ciągu lat sześćdziesiątych na parceli przy ul. Morskiej realizowano budowę nowych obiektów. Oddano je do użytku w 1971 r. Stary budynek przystosowano do potrzeb biurowych, znalazły się tam również pomieszczenia socjalne. W połowie lutego 1976 r. następuje kolejna reorganizacja. Gdyńska placówka staje się „Zakładem Mleczarskim”. 11 listopada 1980 r. przywrócono jej nazwę „Kosakowo”. Zakład rozwija się, jest głównym dostawcą mleka dla Gdyni, a także częściowo dla Wejherowa, oraz w całości – Sopotu, Rumi i Mierzei Helskiej. Obszar ten zamieszkuje około 400 tys. ludności. Zdolność przerobowa zakładu wynosi do 190 tysięcy litrów mleka na dobę, lecz najbliższe zaplecze wiejskie pokrywa połowę tego zapotrzebowania. Pozostałe ilości transportuje się codziennie z województwa elbląskiego, słupskiego, a także bydgoskiego. Prawdziwa hossa trwa do 1978 r. Średni przerób w tym okresie wynosi 234 tys. litrów mleka na dobę, a maksymalny – 320 tys. litrów, przy obsadzie pracowniczej 345 osób.

## Lata 1979–1988
W związku z nowym podziałem rynku, w wyniku oddania do eksploatacji nowego zakładu mleczarskiego w Gdańsku (Spółdzielnia Mleczarska Maćkowy), przerób mleka spada o około 15 procent – odchodzi zaopatrzenie mleczarskie części Gdańska. W tym czasie zatrudnienie wynosiło 260 pracowników. Spółdzielnia zaczęła się wówczas borykać z trudnościami finansowymi.

## Lata 1989–1996
W połowie 1989 r. zmienia się gospodarka z centralnie zarządzanej na kapitalistyczno-rynkową. Spółdzielnia zaczyna uzyskiwać autentyczną samodzielność gospodarczą. Mimo coraz poważniejszych problemów finansowych, unowocześniono wyposażenie. Wprowadzone zostały nowe fińskie maszyny do paczkowania mleka. Zamontowano nowe agregaty produkcji angielskiej, nalewające mleko do butelek i worków foliowych, zakupiono nową autocysternę marki Volvo, zbudowano nowy komin. W połowie 1990 r. spółdzielnia obchodziła jubileusz swojego 90-lecia. Rozpoczął się on Mszą Św. w kościele parafialnym w Kosakowie, w czasie której został poświęcony nowo ufundowany sztandar. W latach 90. prowadzono również pertraktacje z Niemcami na temat wyposażenia parku maszynowego w nowoczesne urządzenia do paczkowania mleka o przedłużonej trwałości (UHT). Z zakupu tych maszyn zrezygnowano jednak z powodu braku środków pieniężnych.

## Upadek spółdzielni
Rosnąca konkurencja na rynku mleczarskim oraz problemy ze zbytem  pogłębiły zadłużenie zakładu. Spółdzielnia miała coraz większe problemy z płaceniem za dostarczone mleko w terminie. W 1996 r. zbuntowani chłopi z kaszubskiej wsi Kielno zablokowali przy użyciu traktorów samochód-cysternę wiozącą mleko do zakładu. Następnego dnia w zakładzie wstrzymano produkcję. Mimo propozycji ugody rolnicy złożyli do sądu rejonowego w Wejherowie wniosek o ogłoszenie upadłości spółdzielni. W 1997 r. sąd ogłosił upadłość przedsiębiorstwa. W tym samym roku zakład został sprzedany prywatnej spółce ANDEX BG z siedzibą w Gąsewie. Mleczarnia wznowiła produkcję, która trwała jeszcze 3 lata. W 2000 r. zakład mleczarski w Gdyni został ostatecznie zlikwidowany. Z początkiem 2001 r. rozpoczęto wyburzanie budynków dawnej mleczarni. Na miejscu wybudowano supermarket.

## Produkty
Spółdzielnia Mleczarska „Kosakowo” produkowała mleko spożywcze, śmietanę w różnych asortymentach, jogurt oraz kefir. Uzupełnieniem produkcji były serki homogenizowane, twarogi, serki fromage i sourage.